# Panopoli

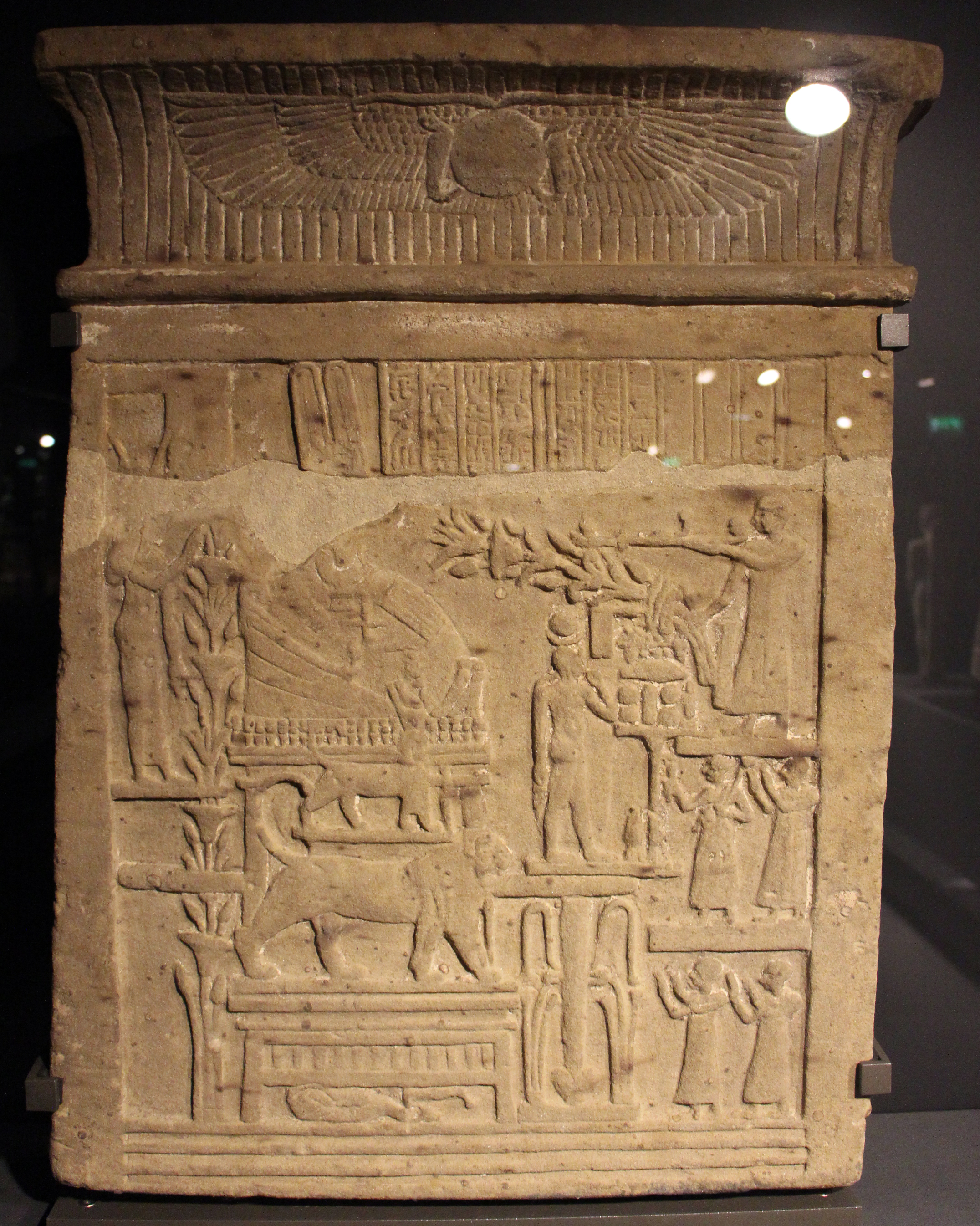
Stele di Panopoli conservata al Louvre

Panopoli (greco: Πανόπολις-Panòpolis, "città del dio Pan - Min") è il nome greco di un'antica città dell'Alto Egitto conosciuta nell'Ellade anche come Chemmis o Khemmis (Kent-min in egiziano e Khmin in Copto) e chiamata attualmente col nome arabo di Akhmim, sita oggi nel governatorato di Sohag nella riva est del Nilo e a circa sei km a nord-est del capoluogo Sohag.
Vi nacquero Ay, Ciro di Panopoli, Nefertari, Nonno di Panopoli, Pamprepio, Tiy, Yuya (funzionario) e Zosimo di Panopoli. Fu sede della Diocesi di Panopoli.